# إيميليو زيبالوس
إيميليو زيبالوس (بالإسبانية: Emilio Zeballos)‏ (5 أغسطس 1992 بمونتفيدو في الأوروغواي - ) هو لاعب كرة قدم أوروغواني في مركز الدفاع. لعب مع ديفينسور سبورتينغ وغريميو بورتو أليغرينزي.

## روابط خارجية
- إيميليو زيبالوس على موقع قاعدة بيانات كرة القدم.إي يو (الإنجليزية)
- إيميليو زيبالوس على موقع Soccerway.com (الإنجليزية)